# Feiticeira Escarlate
Feiticeira Escarlate (Scarlet Witch no original) é uma super-heroína que aparece nos quadrinhos americanos publicados pela Marvel Comics. A  personagem foi criada pelo roteirista Stan Lee e pelo desenhista Jack Kirby. Sua primeira aparição foi em "X-Men" # 4 (março de 1964) na Era de prata das histórias em quadrinhos americanas. Possuindo originalmente a capacidade de alterar a probabilidade, a Feiticeira Escarlate foi retratada como uma feiticeira poderosa desde os anos 1980 e mais tarde foi considerada poderosa o suficiente para alterar a realidade. Na maior parte de sua história em quadrinhos, ela é retratada como uma mutante, um membro de uma subespécie fictícia de humanos nascidos com um "gene X" que concede habilidades e características sobre-humanas, mas no Universo Cinematográfico Marvel, a nova fonte de seus poderes consiste em magia natural amplificada por uma experimentação da Hidra com a Joia da Mente quando ela era mais jovem.
A Feiticeira Escarlate é retratada pela primeira vez como uma supervilã relutante junto com seu irmão gêmeo Pietro Maximoff (Mercúrio), ambos membros fundadores da Irmandade dos Mutantes. Um ano após sua estréia, ela se juntou à equipe de super-heróis dos Vingadores e, desde então, tem sido frequentemente retratada como um membro regular dessa equipe ou de equipes relacionadas (como os Vingadores da Costa Oeste e a Força Tarefa). Em 1975, ela se casou com seu companheiro de equipe androide Visão, mais tarde usando forças mágicas emprestadas para engravidar, resultando em filhos gêmeos William ("Billy") e Thomas. As histórias em 1989 eliminaram Thomas e Billy da existência (eles reapareceriam mais tarde como os heróis chamados Wiccano e Célere) e removeram as emoções de Visão, levando à anulação do casamento dele e de Wanda.
A história de fundo e parentesco do personagem no universo mudou mais de uma vez. Durante a década de 1960 Wanda e Pietro não possuíam parentes e sobrenome, apenas no início da década de 70 revelou-se que seus pais são os heróis da Era de ouro das histórias em quadrinhos americanas, Bob Frank (Whizzer) e Madeline Joyce Frank (Miss América). Wanda então se refere a si mesma como Wanda Frank por um tempo. Em 1979, ela e Mercúrio descobrem ser filhos gêmeos mutantes de dois pais humanos romanis, Django e Marya Maximoff, diz-se que as crianças foram adotadas, dadas aos Maximoffs pelo geneticista chamado  Alto Evolucionário, deixando em mistério o seu verdadeiro parentesco. Em 1982, Magneto conclui que é o pai de Wanda e Pietro com uma mulher romani chamada Magda Eisenhardt. Em 2014, o crossover "AXIS" revelou que Pietro e Wanda não eram parentes de Magneto. Em 2015, os gêmeos descobrem que não são mutantes e seus traços sobre-humanos são o resultado dos experimentos do Alto Evolucionário. A série "Scarlet Witch Vol. 2" (2015-2017) revela que os pais adotivos de Wanda e Pietro, Django e Marya Maximoff, são biologicamente seus tios. Sua verdadeira mãe é confirmada como a bruxa romani Natalya Maximoff, a Feiticeira Escarlate anterior, cujo pai era o Feiticeiro Escarlate.
Junto com a estrela de duas séries limitadas autointituladas de sua autoria, a personagem aparece em filmes animados, séries de televisão, videogames, bem como outros produtos relacionados à Marvel. A Feiticeira Escarlate / Wanda Maximoff é retratada por Elizabeth Olsen no Universo Cinematográfico Marvel. Como os quadrinhos desde 2015, a versão do UCM de Wanda é uma mulher nascida com um talento para a magia que mais tarde teve esse poder aprimorado por meio de experimentação científica. Olsen aparece como Wanda nos filmes Captain America: The Winter Soldier (2014) (cena final dos créditos), Avengers: Age of Ultron (2015), Captain America: Civil War (2016), Avengers: Infinity War (2018), Avengers: Endgame (2019) e Doctor Strange in the Multiverse of Madness (2022), e é um personagem principal da série WandaVision (2021) do Disney+.

## Biografia ficcional

### Passado
Wanda Maximoff foi sequestrada da Sérvia e trazida para a Montanha Wundagore, base do Alto Evolucionário. Durante anos, ela e seu irmão gêmeo, Pietro, acreditavam que eram filhos do casal de ciganos, Django e Marya Maximoff. O Alto Evolucionário supostamente sequestrou os gêmeos quando eram bebês, experimentou-os e, depois de se assustar com os resultados, os devolveu a Wundagore, disfarçados de mutantes comuns. Como adolescentes, Wanda e Pietro descobriram que tinham habilidades sobre-humanas incomuns. Quando Django começou a roubar comida para alimentar sua família faminta, aldeões enfurecidos atacaram o acampamento cigano. Usando sua velocidade fenomenal, Pietro fugiu do local com sua irmã. As circunstâncias da separação dos dois de sua família eram tão traumáticas que somente na idade adulta eles puderam se lembrar de qualquer coisa, exceto os melhores detalhes de sua infância. Nos próximos anos, Wanda e Pietro perambularam pela Europa Central, vivendo da terra.

### Irmandade dos Mutantes
Mais tarde, foram recrutados para a Irmandade dos Mutantes de Magneto e, como a Feiticeira Escarlate e o Mercúrio, lutaram contra os X-Men em várias ocasiões. Na época, nenhum dos três estava ciente da paternidade dos irmãos.

### Vingadores
Eles logo abandonaram suas atividades terroristas, enquanto Magneto foi preso pela entidade cósmica conhecida como Estranho, e se juntaram aos Vingadores. Os membros fundadores restantes haviam deixado a equipe, cabendo ao Capitão América liderar uma formação totalmente nova, incluindo Wanda, Pietro e o Gavião Arqueiro. Até então, a Feiticeira Escarlate preferiria se tornar uma atriz, mas nunca teve a chance de seguir essa carreira. Eles deixaram os Vingadores depois que a Feiticeira Escarlate perdeu seus poderes e o Mercúrio foi logo influenciado por Magneto novamente. A Feiticeira começou então uma missão para recuperar seus poderes ao estudar grimórios, com o apoio de Mercúrio e o Groxo. Seus estudos convocaram acidentalmente o caudillo extra-dimensional Arkon, que sequestrou primeiramente a Wanda para torná-la sua noiva, o Groxo quando ele se opôs, e depois uma série de cientistas terráqueos na tentativa de usar o poder atômico para salvar seu próprio mundo, Polemachus, mesmo que isso destruísse a Terra. Mercúrio ganhou a ajuda dos Vingadores, que conseguiram salvar Polemachus sem danificar a Terra. Arkon cessou qualquer outra violência contra a Terra e renunciou à Feiticeira Escarlate, porque ela o convencera da importância das pequenas coisas. Os irmãos, em seguida, retomaram a associação com os Vingadores. O Groxo escolheu permanecer em Polemachus. Pouco depois do nascimento do primeira filha de Mercúrio, Wanda e Pietro descobriram um segredo sobre seu parentesco: Magneto era supostamente o verdadeiro pai deles. Embora ela tenha se tornado mais adepta do uso de seu poder, Wanda não percebeu que ela estava tocando em magia genuína. Acredita-se que a Feiticeira Escarlate teria sido uma manipuladora comum de energia ou talvez fosse capaz de causar simplesmente má sorte, se não fosse a tentativa do Deus Ancestral Chthon de usá-la como um peão. Wanda se apaixonou pelo sintozóide Visão, um ser artificial criado por um dos maiores inimigos dos Vingadores, Ultron, que acabou juntando-se ao grupo em vez de lutar contra eles. A Feiticeira Escarlate então casou-se com seu companheiro de equipe, sem se dar conta de que eles estavam sendo manipulados por Immortus, que tentava evitar que Wanda tivesse um filho (Wanda era na verdade uma figura chave, ou Nexus, para sua realidade e seus filhos teriam poder suficiente para agitar os alicerces do Universo). Wanda eventualmente utilizou-se de energia mágica para dar origem a filhos gêmeos, Tommy e Billy, mas a fonte dessa energia acabou por revelar-se como fragmentos da alma do demônio Mephisto, que reabsorveu-os, efetivamente acabando com sua existência. Agatha Harkness lançou um feitiço para fazê-la esquecer seus filhos para aliviar sua dor. Embora Wanda mais tarde tenha lembrado sua perda, ela suprimiu essa memória a longo prazo. Após sua reconstrução, Visão e Wanda já não compartilhavam a proximidade que tinham anteriormente.

### Força Tarefa
Enquanto ambos estavam servindo como membros dos Vingadores da Costa Oeste, Wanda também acabou se apaixonando por Magnum, o homem cujos padrões cerebrais tinham sido usados para formar a mente do Visão. Ambos estavam entre os antigos membros dos VCO que optaram por formar a Força Tarefa após a dissolução da equipe. Como líder deste novo grupo, Wanda usou um computador com "mainframe hexadecimal" projetado pelo Homem de Ferro. Através de seus poderes e os cálculos do computador, eles poderiam determinar de forma proativa onde a equipe era mais necessária ao invés de reagir a um alarme ou notícias de última hora. Embora Wanda tenha sido nomeada líder da equipe, ela geralmente entrou em confronto com o Homem de Ferro, que anulava suas ordens. Ela ficou profundamente triste com a morte de Magnum na primeira missão da Força Tarefa.

### Voltando para os Vingadores
Depois de se juntar novamente aos Vingadores, ela usou seu poder aumentado para ressuscitar Magnum, embora provavelmente tenha sido sua energia iônica que possibilitou sua restauração. Por algum tempo, Magnum era principalmente uma nuvem de energia iônica que Wanda precisava convocar. Treinar com Agatha Harkness aumentou o controle de Wanda sobre a 'Magia do Caos'. Mesmo depois que Agatha morreu, sua forma astral continuou a ajudar Wanda. No entanto, pelo menos parte desse treinamento pode ter sido uma ilusão feita pela própria Wanda. Nos anos seguintes, Wanda permaneceu em seu papel como pioneira dos Vingadores de longa data, recuperando seu relacionamento com a Visão o melhor que pôde - embora uma certa atração entre ela e o Capitão América também tenha surgido no final de sua permanência na equipe - no momento em que ela trouxe o time ao seu pior momento já registrado.

### Vingadores: A Queda
A Feiticeira Escarlate aparentemente desenvolveu uma poderosa habilidade de alteração da realidade através da "Magia do Caos". No entanto, isso provou ser um aspecto descontrolado de seu poder mutante e gerou um grave desequilíbrio mental nela. Um comentário involuntário de sua colega Vespa sobre as crianças perdidas de Wanda aparentemente a levou ao limite. Ela sofreu um colapso nervoso e usou seu novo poder para destroçar os Vingadores de forma brutal, matando Agatha Harkness, o Homem-Formiga, o Visão e o Gavião Arqueiro. Outros ficaram feridos ou foram afetados por vários ataques e incidentes estranhos. Os Vingadores restantes, incluindo os reservistas, foram convocados para deliberar sobre a situação. O Dr. Estranho apareceu, irritado por sentir um abuso de magia e por não ter sido notificado dos recentes problemas de Wanda. Estranho foi forçado a usar o Olho de Agamotto em Wanda, o que aparentemente lhe mostrou uma lembrança tão horrível que a fez entrar em um estado catatônico. Magneto de repente apareceu para resgatar sua filha e trazê-la para Genosha, para que o Professor X pudesse ajudá-la.

### Dinastia M
Infelizmente, Xavier não conseguiu fazer isso, pois Wanda tentava a todo custo restaurar seu marido e desfazer os danos que causou. Mantendo Wanda em um estado de coma, Xavier finalmente convocou uma reunião entre os Vingadores e os X-Men para decidir se Wanda deveria ou não ser morta. Mercúrio ficou horrorizado com o fato de Xavier seriamente considerar matar Wanda e convenceu sua irmã a tomar medidas desesperadas para evitar que isso acontecesse: usando seus poderes, Wanda alterou a realidade para a Dinastia M, um mundo onde os mutantes eram a maioria, os humanos a minoria e Magneto o governante (simultaneamente, dando a vários outros heróis o que eles mais desejavam, esperando que isso evitasse a rebelião). Nessa realidade, Wanda aparentava ser uma humana, devido a um corpo alternativo que ela criou para representá-la em público, enquanto ela cuidava de seus filhos em particular. Uma jovem chamada Layla Miller (mutante deformada que recebeu um corpo normal graças às ações de Wanda) conseguiu usar suas habilidades para restaurar várias das lembranças dos heróis. Enquanto isso, Wolverine (a única pessoa que sentia o "erro" da realidade), um Gavião Arqueiro ressuscitado (que tinha sido aparentemente morto durante o colapso de Wanda) e Manto reuniram esses heróis em uma força de assalto para tentar restaurar a realidade. Este exército dirigiu-se a Genosha para atacar Magneto, acreditando que ele era o único responsável pela mudança. Durante a batalha entre as forças de Magneto e os outros, Layla conseguiu restaurar as lembranças de Magneto. Além disso, Wanda confessou ao Dr. Estranho que era Mercúrio, e não Magneto, que havia iniciado tudo isso. Furioso, Magneto confrontou Pietro, irritado pelo fato dele ter tomado essas atitudes em seu nome. Mercúrio disse a Magneto que ele teria deixado Wanda morrer. Magneto respondeu que Pietro só usara a ele e a Wanda. Ele então matou seu suposto filho. Wanda reviveu seu irmão, dizendo a Magneto que Pietro só queria que ele fosse feliz e que Magneto havia arruinado suas vidas, escolhendo os mutantes no lugar de seus próprios filhos. Então, com apenas três palavras "Chega de Mutantes", Wanda mudou o mundo de volta à sua forma original, mas tirou os poderes de 90% de toda a população mutante, sendo responsável por muitas mortes. Os mutantes sobreviventes e os ex-mutantes referiram-se a isto como o "Dia-M: o pior dia na história dos mutantes".

### Pós-Dinastia M
Após as consequências, o ressuscitado Clint Barton rastreou Wanda para uma pequena aldeia perto da Montanha Wundagore, onde, sem saber, a salvou de um ladrão. Wanda vivia em um pequeno apartamento com sua única parente, a "tia Agatha" (que nunca foi vista, mas poderia ter sido uma manifestação da agora falecida mentora de Wanda, Agatha Harkness. Wanda também mencionou isso para Fera, dizendo que estava presa ali para fins de cuidar de uma "parente idosa" que se preocuparia se chegasse tarde, indicando que essa tia realmente existia de alguma forma). Ela parecia estar sem poderes e acreditava que ter vivido sua vida inteira na aldeia. Ela não reconheceu o Gavião Arqueiro, nem se lembrou de sua vida com os Vingadores ou outros eventos. Wanda disse a Clint que ele era seu "herói" por lidar com o ladrão e beijou-o, e eles passaram a noite juntos. Na manhã seguinte, enquanto Wanda estava dormindo, Clint tornou-se curioso sobre a próxima sala onde a "Tia Agatha" estava supostamente dormindo, mas a maçaneta da porta pareceu se afastar de suas mãos, uma sutil manipulação de realidade geralmente associada à Feiticeira Escarlate. No entanto, Clint olhou para trás para ver que Wanda ainda estava dormindo. O mutante Fera mais tarde encontrou Wanda na mesma aldeia e procurou sua ajuda para lidar com as consequências do Dia-M. Ela também não tinha memória dele e alegou que não acreditava na magia. Os Jovens Vingadores Wiccano e Célere decidiram encontrar Wanda, já que Wiccano queria saber de uma vez por todas se ela era de fato sua mãe. Eles viajaram para vários lugares conectados a Wanda e a eles mesmos em sua busca, mas Wiccano foi incapaz de detectar qualquer sinal da magia de Wanda. Após procurarem-na ao redor do planeta e finalmente falharem, foram aconselhados pelo Mestre Pandemônio a cessarem sua busca, para não correr o risco de desencadear a escuridão do passado da Feiticeira mais uma vez. Mais tarde, o deus asgardiano Loki, escondido em forma astral por simples feitiços e ilusões, se disfarçou como Wanda e reuniu uma nova equipe de Poderosos Vingadores liderados por Hank Pym para se oporem ao demônio Chthon. Chthon foi finalmente banido de volta à sua própria dimensão, e seu hospedeiro Mercúrio foi liberado de seu controle. O objetivo de Loki era impedir que outro deus do caos atacasse os Nove Mundos e acelerasse a queda de Norman Osborn. Ele continuou a participar dos Poderosos Vingadores, que ficaram inconscientes do envolvimento de Loki. Ninguém estava ciente de que a verdadeira Wanda ainda não havia ressurgido da reclusão, sendo que apenas Clint Barton, Fera e entidades superiores a eles, como o Tribunal Vivo e Uatu, sabiam de seu status. Mercúrio, tendo se juntado aos Poderosos Vingadores, procurou usar sua posição na equipe para encontrá-la, um desejo que não passou despercebido pelo impetuoso Loki. Pym também queria usar Pietro, por sua vez, para resolver o misterioso retorno de Wanda Maximoff. Agamotto mais tarde detectou sua presença e a exibiu como uma das trinta possíveis candidatas para o papel de Mago Supremo através de seu Olho, mas devido à sua aparente falta de magia e instabilidade passada se absteve de selecioná-la, em vez de escolher o Irmão Voodoo para preencher o cargo.

### A Cruzada da Inocência
Wanda foi encontrada na Latvéria por seu suposto filho Wiccano. Ela aparentemente perdeu todas as suas memórias e poderes e estava noiva de Victor von Doom. Billy contou a ela sobre quem ela era, e o que ela fez. Ele também contou a ela sobre seus filhos gêmeos, e quase falou sobre suas suspeitas de que ele e Tommy Shepherd são realmente seus filhos reencarnados. Sua história foi interrompida pela batalha entre os Vingadores, os Jovens Vingadores, Magneto e Doutor Destino. Wolverine tentou matar Wanda, mas foi interrompido pelo Rapaz de Ferro, que teletransportou os Jovens Vingadores e Wanda para a linha temporal. Todos entraram no passado, e encontraram-se com o Valete de Copas (reanimado por Wanda para servir de arma contra os Vingadores durante a Queda), que explodiu. Depois disso, Wanda lembrou-se de quem era, e recuperou seus poderes, trazendo ela, os Jovens Vingadores e Scott Lang para o presente. Ela finalmente confirmou que Billy e Tommy são realmente seus filhos reencarnados. Percebendo que seus filhos estão vivos, Wanda se encontrou com o X-Factor e restabeleceu os poderes de Rictor, planejando restaurar os poderes de todos os mutantes que assim desejassem. Foi revelado que a habilidade de Wanda para alterar a realidade surgiu quando o Doutor Destino a ajudou a se tornar um canal para a própria Força Vital, em um esforço para recriar seus filhos. O poder era muito grande para ela controlar, levando-a ao colapso. Doom roubou o poder de Wanda e tornou-se onipotente, mas enquanto lutava contra os Vingadores e os X-Men, seus poderes sobrecarregavam-se, deixando-o novamente com o rosto marcado e impotente. Incapaz de continuar a batalha, ele se teletransportou para longe. Os X-Men concordaram em deixar Wanda ir. Magneto e Mercúrio queriam passar algum tempo com ela como uma família e o Capitão América lhe ofereceu um lugar nos Vingadores, mas Wanda recusou dizendo que precisava ficar sozinha.

### Vingadores vs. X-Men
Wanda desempenhou um papel fundamental durante os eventos apresentados em VvsX. Depois de derrotar o MODOK e a IMA com a ajuda da Miss Marvel e a Mulher-Aranha, ela visitou a Mansão dos Vingadores, mas não foi bem-recepcionada pelo Visão. Ela então começou a ter visões da Força Fênix; prevendo um futuro em que a Fênix mataria os Vingadores originais. Acreditando que a Messias Mutante era a chave para derrotar o Quinteto Fênix, que consistia em Ciclope, Emma Frost, Namor, Magia e Colossus, os Vingadores lançaram uma operação para extrair Hope Summers de Utopia. Se não fosse por Wanda, eles teriam sido derrotados por Ciclope. Wanda convenceu Hope a ir com os Vingadores, quando Ciclope prometeu que não toleraria mais os Vingadores. Depois de um confronto entre os Vingadores e o Quinteto Fênix, em que Wanda derrotou Magia, ela começou a treinar Hope com a ajuda do Homem-Aranha em Wakanda, mas o Quinteto Fênix decidiu levar Hope de volta com eles. Hope revelou que Wanda era a única Vingadora que os X-Men temiam e respeitavam. O Doutor Estranho deu Amuletos de Ilusão a diferentes Vingadores para fazê-los parecer como a Wanda quando ela não estava presente, na esperança de assustar a Fênix. Funcionou até certo ponto e deu a eles tempo para completar missões em todo o mundo. O Quinteto Fênix começou a suspeitar que as diversas Wandas eram uma ilusão, então Namor decidiu atacar uma delas. Muito para sua decepção, ela era a verdadeira Feiticeira Escarlate. Namor então levou os atlantes a uma guerra contra Wakanda e quase derrotou todos os Vingadores, até Wanda aparecer e derrotá-lo. Enquanto isso, Punho de Ferro levou Hope e Wolverine a K'un-Lun para se esconder e se preparar para um confronto com o Quinteto Fênix. Quando Ciclope soube de sua localização, ele decidiu viajar para lá e levar Hope de volta com ele, mas Hope usou Wanda e o poder do dragão Shao Lao para enviá-lo para a Lua. Depois de um breve confronto entre Hope e Wanda, que foi interrompido pelo Capitão América, os Vingadores vieram a perceber que Ciclope se tornou o único soldado da Força Fênix. Ciclope tornou-se a Fênix Negra após assassinar o Professor X. A Fênix Negra começou a queimar o mundo, então Wanda e Hope decidiram juntar forças para detê-lo. Juntos, elas conseguiram derrubá-la. A Fênix escapou do corpo de Ciclope e entrou em Hope. Hope usou seu poder para reverter o dano e a destruição causados pela Fênix Negra e restaurar a população mutante. Então, assim como Wanda já usara no passado seus poderes para desejar o fim dos mutantes, pronunciando as palavras: "Chega de Mutantes", Wanda e Hope juntaram seus poderes e desejaram: "Chega de Fênix". Não se sabe se a Fênix foi destruída ou simplesmente banida da Terra pelo feitiço.

### Fabulosos Vingadores
Ao visitar o túmulo de Charles Xavier, Wanda foi abordada por Vampira, que tentou fazê-la partir. As duas acabaram lutando, até serem capturadas pelo Caveira Vermelha. O Caveira Vermelha também roubou o cadáver de Xavier e cortou seu cérebro, reivindicando seus vastos poderes telepáticos para si. Ele tentou fazer uma lavagem cerebral em Wanda para ajudá-lo a eliminar os mutantes mais uma vez. Ao rastrear Vampira, que tinha escapado da sua custódia, Wanda encontrou o cadáver de Xavier, o que a fez se livrar do controle do Caveira. A Feiticeira Escarlate e a Vampira foram mentalmente controlados para que concordassem em serem executadas pela multidão anti-mutante comandada pelo Caveira, mas voltaram ao normal quando o Esquadrão Unidade dos Vingadores apareceu para lutar contra Shmidt. Depois que o Caveira Vermelha e seus S-Men escaparam, Wanda e Vampira se juntaram aos Vingadores. Durante uma missão envolvendo os gêmeos do Apocalipse, Wanda foi morta por Vampira, que pensou que ela tinha traído o time. Sua morte foi desfeita quando Destrutor e os membros sobreviventes do Esquadrão Unidade foram enviados do futuro por Kang para impedir que os gêmeos destruíssem a Terra, suas mentes projetadas de volta ao seu eu passado para que pudessem transferir a maioria de seus poderes para Vampira e dar-lhe a força para lutar. Depois que a crise terminou, Vampira estava a ponto de enlouquecer por todos os heróis que ela absorveu. A Feiticeira Escarlate lançou um feitiço para devolver esses poderes aos seus donos, embora Vampira ainda conservasse os poderes e a própria essência que ela absorveu de Magnum.

### EIXO
Meses após a batalha contra os gêmeos, Wanda, Vampira e Alex Summers foram sequestrados pelos S-Men do Caveira Vermelha e levados para seus campos de reeducação mutante em Genosha. Depois de fugirem, eles encontraram Magneto também preso lá. Após o libertarem, eles enfrentaram o Caveira e seus homens. Alimentado por MGH, Magneto matou os S-Men, e espancou o Caveira Vermelha até a morte, desencadeando acidentalmente o Massacre Vermelho, a fusão do Caveira com o poderoso e sombrio Massacre. Em breve foram auxiliados pelos Vingadores, X-Men e aliados das duas equipes, que chegaram a Genosha ao saber sobre a existência do Massacre Vermelho. No entanto, o Massacre revelou sua própria versão dos Sentinelas, feitos especificamente para enfrentar os super-heróis. Na batalha que se seguiu contra os Sentinelas, a Feiticeira Escarlate foi neutralizada junto com muitos outros heróis. Depois de ser libertada por um grupo de super-vilões reunidos por Magneto para lutar contra os Sentinelas, Wanda e Doutor Destino realizaram um feitiço para inverter a bússola moral do Caveira Vermelha para derrotá-lo. O feitiço funcionou e o Massacre Vermelho foi derrotado, mas o feitiço também afetou acidentalmente todos em Genosha, transformando heróis em vilões e vice-versa. Sob a influência do feitiço de inversão, a Feiticeira Escarlate partiu para matar o Doutor Destino em vingança por suas manipulações. Magneto e Mercúrio juntaram forças para impedir que Wanda cruze a linha, mas falharam. Usando um feitiço destinado a afetar aqueles que compartilhassem laços de sangue com ela, Wanda feriu Pietro gravemente. Para sua surpresa, o feitiço não afetou Magneto, revelando que o Mestre do Magnetismo não era realmente o pai dela. Destino fugiu brevemente da luta, para trazer de volta o Doutor Vodu, que usou o espírito de seu irmão Daniel para possuir Wanda para que ela pudesse "cooperar" na conjuração de um feitiço de reinversão, que trouxe com sucesso quase todos de volta ao normal, incluindo a própria Feiticeira. Na sequência do conflito, o Esquadrão Unidade dos Vingadores foi reunido novamente.

### Contra-Terra
Wanda e Pietro voltaram para a Montanha Wundagore para descobrir o seu verdadeiro parentesco, e foram trazidos para uma recriada Contra-Terra, que o Alto Evolucionário costumava usar para criar e testar seus Novos Homens. Os gêmeos encontraram o Baixo Evolucionário, o líder de uma resistência formada por aqueles que foram rejeitados pelo Alto Evolucionário. Depois de serem rastreados e derrotados por Luminous, uma nova criação do Alto Evolucionário com os poderes de Mercúrio e Feiticeira Escarlate, Wanda e Pietro foram trazidos para ele. Ele então revelou que Django e Marya Maximoff eram seus supostos pais biológicos (o que, posteriormente, foi provado ser mentira), bem como a verdade de que os gêmeos não eram mutantes, mas sim seus experimentos. Após fugirem, Pietro e Wanda localizaram o Esquadrão Unidade dos Vingadores, que haviam viajado para a Contra-Terra à procura dos gêmeos e ajudaram os habitantes de Lowtown, um refúgio dos rejeitados pelo Alto Evolucionário, a repelir os ataques de seu criador. Depois que o Alto Evolucionário foi derrotado e forçado a fugir, o Esquadrão voltou para a Terra.

### Totalmente Diferente Nova Marvel
Buscando encontrar seu lugar depois de todas as revelações de seu verdadeiro passado, Wanda encontra-se investigando um recente distúrbio na magia, além de conhecer o espírito de sua mãe biológica, Natalya Maximoff (a irmã de Django Maximoff), que aparentemente era a Feiticeira Escarlate antes de Wanda. Quando a segunda Guerra Civil dos super-heróis começou, Pietro pediu ajuda a Wanda, mas esta se recusou, porque ambos não concordaram sobre qual lado estava certo (Pietro não gosta da ideia de condenar as pessoas com base no que elas poderiam fazer, enquanto Wanda sentia que pensar sobre o futuro teria impedido muitos dos seus erros mais perigosos no passado. Seus antecedentes fizeram com que Wanda assumisse que a introdução de seus poderes em um conflito desta natureza poderia tornar a situação mais perigosa (além de sua desconfiança em relação a Tony Stark) e ressentia-se de Pietro por tentar-lhe dizer o que fazer como se ela fosse uma criança, informando sem rodeios que a recusa dele em aprender com seus erros o transformou em um sociopata.

### Império Secreto
Quando o Capitão América lançou um plano de conquista depois de ter sido secretamente transformado em um agente infiltrado da Hidra por um Cubo Cósmico sensciente, a Feiticeira Escarlate juntou-se a outros super-heróis em Washington, DC, tentando impedir que a Hidra assumisse o controle da capital. Eles finalmente falharam, e, no processo, a Hidra neutralizou Wanda, fazendo com que ela fosse possuída por Chthon. Com isso, Wanda tornou-se membro dos Vingadores da Hidra. Ela finalmente foi libertada do controle de Chthon pelo Dr. Estranho durante a batalha final contra a Hidra. Após a queda do regime fascista, Feiticeira Escarlate reuniu-se com o Esquadrão Unidade dos Vingadores e os ajudou a derrotar um Graviton fora de controle.

## Poderes e Habilidades
A Feiticeira Escarlate é uma humana aprimorada. Inicialmente, seu poder era a manipulação de probabilidades, criando eventos surreais que não tinham muitas chances de acontecer sozinhos. Ela é capaz de desviar objetos e ataques, gerar combustão instantânea ou enferrujar metais, além de outros eventos improváveis; com isso, ela pode alterar a realidade atual de tudo o que se passa e que ela pode ver. Mais tarde, seus poderes evoluíram para níveis catastróficos, quando Wanda demonstrou-se capaz de controlar a Energia do Caos (uma das formas mais poderosas de energia) através da Magia do Caos, que ela pode usar para ignorar as leis da física e do espaço-tempo, além de ter sido uma fonte de poder que ela utilizou para alterar toda a realidade, Wanda é tão poderosa que é capaz de ressuscitar os mortos, pode apagar seres da existência ou criar seres a partir do nada, além de ser capaz de roubar pedaços da alma de Mephisto, o lorde supremo do submundo. Durante o evento da Cruzada da Inocência, é dito que seu poder é capaz de feitos infinitos e inimagináveis, tanto que Dr. Destino cobiçou tal poder. Além disso, ela também possui ensinamentos da Magia de nível Ômega avançado, ensinados por Dr. Estranho e sua tutora Agatha Harkness, sendo capaz de levitar, teletransportar-se, gerar campos de força, canalizar sua energia para provocar explosões, manipular mentes de várias pessoas, prever acontecimentos próximos (precognição), criar seres sobrenaturais, entre várias outras habilidades, dando-lhe um leque de poderes inimagináveis aos seus feitiços altamente poderosos. Além disso tudo, ela tem posse do Livro dos condenados (DarkHold).

## Em outras mídias

### Animação
- A primeira aparição animada de Wanda foi no segmento do Capitão América de The Marvel Super Heroes, com voz de Peg Dixon.[69] Esta série foi baseada na arte original das histórias em quadrinhos e teve animação muito limitada.
- Wanda apareceu como um personagem regular na série animada do Homem de Ferro de 1994, que retratou o grupo Force Works como um elenco de apoio para o Homem de Ferro.[70] Ela teve a voz de Katherine Moffat na primeira temporada, e Jennifer Darling na segunda.[71]
- Wanda foi incluída na primeira série animada The Avengers: United They Stand,[69] com a voz de Stavroula Logothettis.[72][73] A série foi mal recebida e logo cancelada.[74]
- A Feiticeira Escarlate apareceu no episódio "Hexed, Vexed, and Perplexed" de The Super Hero Squad Show, com a voz de Tara Strong.[71] Educados por seu pai Magneto para serem vilões,  Feiticeira Escarlate  e Mercúrio se voltam contra ele depois que o Falcão lhes confia sua amizade.A Feiticeira Escarlate retorna para a segunda temporada do programa, agora como membro pleno do Super Hero Squad. Universos alternativos explorados no show a retratam como uma futura imperatriz do mal liderando um exército de Sentinelas, e em um cenário inspirado em 1602 onde ela é julgada por ser uma bruxa apenas para então ensinar à vila uma lição sobre tolerância.
- A Feiticeira Escarlate apareceu no episódio "Family Ties" de X-Men, com a voz de Susan Roman.[75][76]
- Wanda apareceu em episódios de X-Men: Evolution, com a voz de  Kelly Sheridan.[77] O design para esta versão da personagem foi influenciado pela moda gótica
- Wanda foi um personagem recorrente em Wolverine and the X-Men, com a voz de Kate Higgins.[78] Nesta série, Noturno é seu interesse amoroso.
- Na série What If...?, um episódio inspirado na revista Zumbis Marvel tem uma Feiticeira Escarlate zumbi, que ressurge no final da temporada.

### Filmes e televisão
- A Marvel licenciou os direitos de filmes dos X-Men e conceitos relacionados, como mutantes, para a 20th Century Fox. A série de filmes dos X-Men acabou por não ter uma versão da Feiticeira Escarlate, mesmo que em  X-Men: Dias de um Futuro Esquecido (2014) seu irmão Mercúrio seja introduzido. No filme Mercúrio tem uma irmã mais nova, que o diretor Bryan Singer negou que a garota fosse a Feiticeira Escarlate, dizendo que ela era apenas a irmãzinha de Mercúrio, e que foi apenas um aceno para os fãs de quadrinhos. Uma cena deletada (restaurada na versão lançada em Blu-Ray) tem uma alusão a mais uma irmã.[79] O filme seguinte, X-Men: Apocalypse (2016) apresenta outra filha de Magneto, Nina, que também não tem relação com a Feiticeira Escarlate.[80]

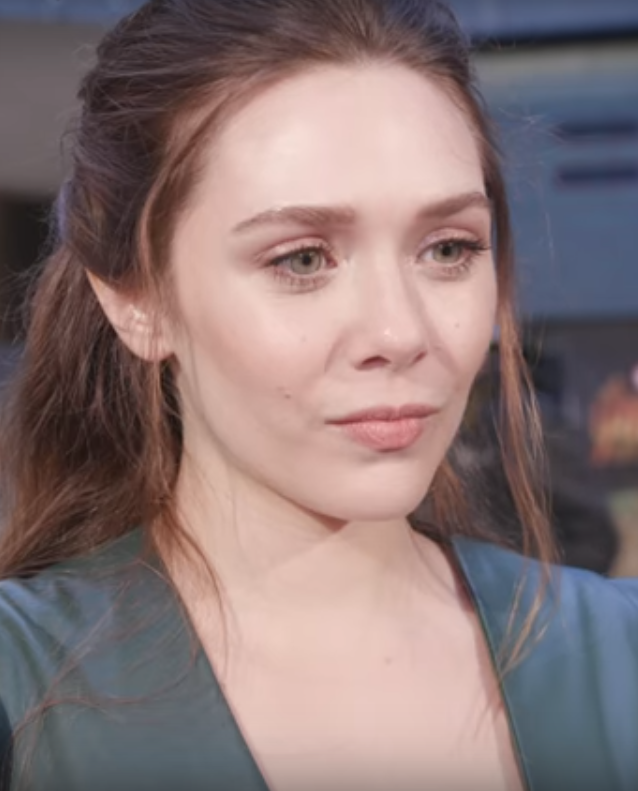
Elizabeth Olsen interpreta a Feiticeira Escarlate no cinema.

#### Universo Cinematográfico Marvel
Antes mesmo da Marvel Studios recuperar os direitos dos X-Men, um acordo foi feito para poder incluir a Feiticeira Escarlate e Mercúrio no Universo Cinematográfico Marvel, já que a história editorial dos personagens das histórias em quadrinhos é mais associada aos Vingadores do que os X-Men. Elizabeth Olsen foi escolhida para interpretar Wanda Maximoff, aparecendo pela primeira vez na cena pós-creditos de Capitão América: O Soldado Invernal, onde ela e seu irmão testam seus poderes pela primeira vez.
- Em Vingadores: Era de Ultron, se detalha que Wanda e Pietro são nativos da fictícia Sokovia, que se tornaram órfãos na infância após sua casa ser explodida, e como a bomba foi fabricada pelas Indústrias Stark, criaram antipatia ao Homem de Ferro e aceitaram passar pelos experimentos da Hidra para buscar vingança. Os poderes de Wanda são descritos como "interface neuroelétrica, telecinese e manipulação mental", se manifestando com ela podendo ler e controlar mentes, soltando rajadas energéticas e manipulando objetos com a força da mente. Wanda e Pietro inicialmente se aliam ao robô Ultron, que também quer destruir os Vingadores, mas após Wanda ler a mente de Ultron e descobrir que ele quer acabar com toda a vida na Terra, mudam de lado para combatê-lo na batalha final em Sokovia, onde Mercúrio acaba sendo morto. No fim, Wanda se torna membro dos Novos Vingadores.
- Em Capitão América: Guerra Civil, ao tentar conter um ataque suicida de Ossos Cruzados durante um confronto com os Vingadores em Lagos, Nigéria, Wanda provoca um acidente com a explosão de uma bomba, deixando vários civis mortos. Isso é o último passo para a criação dos Acordos de Sokovia, visando o registro e a regulamentação das atividades de indivíduos aprimorados para evitar tais danos colaterais. Wanda se alia ao Capitão América contra o registro, mesmo que isso leve a confrontos primeiro com Visão, com quem está criando um relacionamento, e depois todos os heróis a favor dos Acordos. Ela é aprisionada após uma batalha em Hamburgo, mas solta pelo Capitão.
- Em Vingadores: Guerra Infinita, Wanda aparece escondida em Edinburgo ao lado do Visão. Quando os principais tenentes de Thanos, a Ordem Negra, surgem para tirar a Joia da Mente da cabeça do Visão, a equipe do Capitão América salva os dois, e então levam a dupla para Wakanda, na esperança de que a ciência wakandana possa remover a Joia da Mente sem matá-lo, para que Wanda possa então destruir a Joia. Infelizmente, as forças de Thanos atacam Wakanda durante a operação, e quando seus exércitos chegam e mostram ser superiores até mesmo para os Vingadores e o exército de Wakanda, Visão convence Wanda a destruir a Joia da Mente ao custo de sua vida. No entanto, Thanos usa a Joia do Tempo para reverter a destruição da Joia da Mente, permitindo-lhe arrancá-la da cabeça de Visão, matando o androide no processo. Após isso, Thanos elimina metade da vida do universo, com Wanda sendo uma das vítimas.
- Quando as ações de Thanos são desfeitas em Vingadores: Ultimato, Wanda retorna durante a batalha final contra o Titã Louco, e consegue imobilizar Thanos com seus poderes antes dele ordenar um bombardeio que quebra sua concentração. Wanda é depois parte do funeral de Tony Stark, e conversa com Clint Barton a respeito das perdas que sofreram.[82]
- Wanda foi estrela da primeira série do UCM no Disney+, WandaVision.[83] Boa parte da série tem Wanda recriando sitcoms com um aparentemente ressuscitado Visão, que mais tarde é revelado como parte de uma elaborada ilusão que Wanda criou como parte de sua depressão e luto processando a perda de Visão. Por meio de uma bruxa, Agatha Harkness, Wanda descobre que boa parte dos seus poderes são mágicos, com ela sendo a Feiticeira Escarlate capaz de usar poderes de probabilidade e caos. Após um confronto com Agatha, no qual adota um traje reminiscente dos quadrinhos, Wanda encerra a ilusão e se isola para melhor estudar seus poderes através do tomo de magia negra Darkhold.
- Wanda faz o papel de antagonista em Doutor Estranho no Multiverso da Loucura, passando o decorrer do filme tentando capturar America Chavez e absorver sua habilidade de viajar entre universos para poder ficar com seus filhos que tinha criado em WandaVision, sendo confrontada pelo Doutor Estranho e Wong. É implicado que Wanda foi corrompida pelo Darkhold, chegando a usar sua magia para possuir o corpo de sua variante de outro universo, assassinando as pessoas que se opuseram em seu caminho, como os Illuminati. Wanda só é parada quando America a faz ver o quanto sua forma atual estava assustando seus filhos de outra realidade, e termina o filme aparentemente se sacrificando para destruir o altar de sacrifício da Montanha Wundagore.[84]

### Videogames
- A Feiticeira Escarlate aparece como uma estátua congelada no palco de Thanos no jogo Marvel Super Heroes de 1995.[85]
- A Feiticeira Escarlate é um personagem jogável no jogo X-Men Legends II: Rise of Apocalypse dublado por Jennifer Hale.[71] Ela e Mercúrio aparecem como membros da Irmandade dos Mutantes. Quando os jogadores perguntam à  Feiticeira Escarlate sobre seu envolvimento com a Irmandade dos Mutantes, Wanda afirma que ela e Mercúrio estão lá para garantir que seu pai não vá muito longe em seus objetivos.
- A Feiticeira Escarlate é uma personagem jogável no jogo Marvel Super Hero Squad de 2010: The Infinity Gauntlet, dublado por Tara Strong.[71]
- A Feiticeira Escarlate é uma personagem jogável no jogo Marvel Super Hero Squad Online.[86]
- A Feiticeira Escarlate é uma personagem jogável no jogo Marvel Super Hero Squad: Comic Combat, novamente com a voz de Tara Strong.[87] A Feiticeira Escarlate aparece como um NPC em Spider-Man: Battle for New York.[88]
- A Feiticeira Escarlate faz uma pequena aparição ao lado de Wiccano no final do Doutor Estranho em Ultimate Marvel vs. Capcom 3.
- A Feiticeira Escarlate uma personagem jogável no jogo para Facebook Marvel: Avengers Alliance.[89]
- A Feiticeira Escarlate uma personagem jogável no jogo de luta Marvel Avengers: Battle for Earth.[90]
- A Feiticeira Escarlate é uma personagem jogável no MMORPG Marvel Heroes, com voz de Kate Higgins.[71][91]
- A Feiticeira Escarlate uma personagem jogável no jogo Marvel Avengers Alliance Tactics.[92]
- A Feiticeira Escarlate é uma personagem jogável no jogo  Marvel: Contest of Champions.[93]
- A Feiticeira Escarlate é uma personagem jogável no jogo  Marvel Puzzle Quest.[94]
- A Feiticeira Escarlate é uma personagem jogável em Marvel Strike Force.[95]
- A Feiticeira Escarlate aparece como uma personagem jogável no jogo Lego Marvel's Avengers,[96] com a voz de Elizabeth Olsen.[97]
- A Feiticeira Escarlate uma personagem jogável no jogo para celular Marvel: Future Fight.[98]
- A Feiticeira Escarlate  aparece como uma personagem jogável no jogo Marvel Ultimate Alliance 3: The Black Order,  novamente com a voz de Kate Higgins.[71]
- A Feiticeira Escarlate aparece como um personagem jogável no jogo MOBA , MARVEL Super War. Sua classe é um herói do tipo poder com dificuldade de iniciante para jogar. Se o jogador aumentar qualquer quantia de Crédito de Estrela no jogo, ele é uma entre 3 opções de personagens disponíveis; os outros dois são Capitão América e a Capitã Marvel. Suas habilidades estão relacionadas aos seus parafusos sextavados, distorção da realidade e magia do caos.[99]